# Vachellia erioloba
Vachellia erioloba (Žirafina akacija, Žirafin trn, Devin trn), biljna vrsta iz porodice mahunarki, rasprostranjena po nekim državama južne Afrike.
V. erioloba je drvo koje naraste od najmanje 4, 5 ili 6 metara pa do visine od najviše 22 metra.

## Sinonimi
- Acacia erioloba E.Mey.